# Episinus makiharai
Episinus makiharai là một loài nhện trong họ Theridiidae.
Loài này thuộc chi Episinus. Episinus makiharai được miêu tả năm 1994 bởi Okuma.